# 성당
성당(聖堂)은 기독교의 교회당 중에서, 성찬의 전례가 이루어지는 미사 거행을 위해 쓰이는 경당을 특별히 일컫는 말이다.

## 설명
성당은 기독교(그리스도교)에서 미사를 거룩한 예배당을 일컫는다. 
대한민국의 가톨릭교회, 정교회, 성공회에서 예배당 및 장소 명칭으로 사용되고, 개신교에서는 교회 내 예배당을 성전(聖殿)이라고도 부른다.

## 공소
사제가 상주하는 성당은 본당(本堂), 그렇지 않은 곳은 공소(公所)로 구분한다. 
도시 지역은 인구가 밀집해 있기 때문에 공소가 필요없는 반면, 농촌이나 산촌, 어촌 지역의 경우, 군 소재 지역에 본당이 하나 뿐일 경우 상대적으로 멀리 떨어져 인구가 적은 지역에 거주하는 신자들을 위해 설치, 운영하는 교회당으로, 학교로 치면 분교, 경찰서로 치면 지구대, 파출소 격이다. 
공소는 사제가 상주하지 않기 때문에 평소에는 미사를 하지 않고, 공소 회장이 대표로 미사 대신 공동으로 공소예절을 하며, 정기적으로 본당 신부가 방문하여 미사하고 신자들에게 필요한 의식을 거행하는 경우도 있다. 
로마 가톨릭교회와 성공회에서 쓰는 단어이다.

## 신앙학교
여름, 겨울방학 기간 동안 성당에서 추진하는 단기간의 학교.
성경을 통하여 하느님을 배우고 예수 그리스도 안에서 구원을 받아 하느님의 일꾼으로 성장시키려는 목적으로 방학 기간에 천주교 교육을 실시하는 제도다. 
여름 신앙학교의 교육과정의 변화는 성당의 교육과정하고 병행한다. 
실제로 성당에서의 방학 분위기는 어떤 회중 단체보다 천주교 교육 이론의 변화에 보다 더 부합되게 만든다.
1901년 미국 뉴욕에서 휴가학교 운동이 시작되었는데, 방학을 이용하여 성경, 선교이야기, 성경공부, 유희 등을 배우기 위해 시작되었다. 
한국에서도 8·15광복 이후 여름 신앙학교가 운영되기 시작하여 각 교단 또는 개체교회 중심의 정규적 교회 절기 행사가 진행되어 전국의 성당하고 교회로 확산되었다. 
각 교단은 자체적으로 교육 과정을 정하고 교과서를 편찬하며, 교단 전체, 또는 노회나 연회별 교사강습회를 개최하여 개교회의 여름성경학교의 프로그램을 지원하고 있다.
신앙학교는 하느님의 존재를 믿게 하고 예수가 인간을 구원해주어 새사람이 되었음을 깨닫게 하여 성령으로 말미암아 하느님의 말씀대로 살게 한다. 
학생들에게 집중적인 성경교육이 가능하며, 만남과 대화의 시간을 가질 수 있다. 
그리고 그리스도의 자녀로서 신앙심에 대한 긍지하고 자부심을 심어주어 모든 어린이가 자연스럽게 종교단체의 일원으로 출석할 수 있는 기회를 제공해준다. 
부서는 유년부, 어린이부, 유치부, 초등부, 청소년부로 이루어지며, 교재로 주제 해설, 교재 활용 지침, 성경 연구 자료, 교육 활동, 강론, 미사, 경건의 시간 자료, 노래, 크리스마스(겨울) 프로그램 자료 등이 있다.
신앙학교가 끝난 후에는 예산 및 결산, 프로그램을 평가한다.

## 같이 보기
- 교회당
- 대성당
- 두오모